# 宝山文庙
31°24′42″N 121°29′19″E / 31.41163°N 121.48867°E
宝山文庙，即清代宝山县（今上海市宝山区）的县学文庙。始建于清乾隆十二年（1747年）。抗日战争期间，孔庙大部分被日军炸毁，仅大成殿幸免。
大成殿在今宝山区临江公园北侧，1989年3月3日，大成殿被公布为宝山区文物保护单位。1991年由当地政府投资修复。2002年4月27日成为上海市文物保护单位。
1992年，宝山文庙大成殿被辟为陈化成纪念馆，对外开放。